# Samuel Levine
Samuel „Red“ Levine (* 1903 Toledo, Ohio; † unbekannt) war ein Auftragsmörder der berüchtigten Murder, Inc. und wird heute der Kosher Nostra zugerechnet. Der Spitzname „Red“ bezieht sich auf seine roten Haare.

## Leben
Obwohl Samuel „Red“ Levine als „Bunter Hund“ in der Unterwelt von New York City bekannt war, ist wenig über ihn in Erfahrung zu bringen. Levine wuchs in der Lower East Side von Manhattan auf. Bereits mit 8 Jahren war er Helfer auf einem Lastwagen, der Stangeneis auslieferte. Mit 15 Jahren soll es ihm gelungen sein, zur US Navy zu gehen, da er – wie bereits zu seinen Schulzeiten – sein Alter gefälscht hatte. Eingeschifft kam es an Bord aber – auf Grund seiner roten Haare und seiner jüdischen Herkunft – zu permanenten Auseinandersetzungen, worauf Levine in Panama wieder abmusterte und nach New York City zurückkehrte.
Er soll ein Vetter Meyer Lanskys gewesen sein; als dieser sich 1916 mit Lucky Luciano anfreundete, soll auch Levine Mitglied der Five Points Gang geworden sein. Levine verwendete später gerne Joseph Brown als Decknamen und arbeitete als bezahlter Auftragsmörder für die Murder, Inc. weigerte sich aber als orthodoxer Jude, am Sabbath zu morden.
Er wurde in Zusammenhang gebracht mit dem Mord an Bo Weinberg, Joe Masseria; außerdem zusammen mit Joe Adonis, Albert Anastasia und Bugsy Siegel an dem Mord von Salvatore Maranzano.
Levine stand in der Murder, Inc. in Rivalität mit Charles „The Bug“ Workman; insbesondere war er darüber irritiert, dass dieser mehr Mordaufträge erhielt als er selbst. Zumindest sagte dies der Pentito Abe Reles später über Levine aus. Mit der Zerschlagung der Murder, Inc. verliert sich die Spur von Levine.
Ein Artikel der Zeitung The Village Voice vom 6. März 2001 bringt ihn in Zusammenhang mit der Gewerkschaft Newspaper and Mail Deliverers Union (NMDU), die in den 1970ern von Kosher Nostras beherrscht worden sein soll.
Später soll Levine öfter Zeit in Little Italy (New York City) verbracht haben und wurde dort im Knotty Pine Social Club gesehen, der als Treffpunkt für Mobster der Genovese-Familie – rund um deren Capo Peter DeFeo – genutzt wurde. Auch im Raven Knights Social club (später als Rabenite bekannt), soll er sich aufgehalten haben.

## Film und Filmzitate
In der Originalserie The Untouchables von 1959 wurde er von Paul Bruce verkörpert.